# Sebastián Driussi
Sebastián Driussi (født d. 9. februar 1996), er en argentinsk professionel fodboldspiller, som spiller for Major League Soccer-klubben Austin FC.

## Klubkarriere

### River Plate
Driussi begyndte sin karriere hos River Plate, hvor han gjorde sin professionelle debut i 2013. Han spillede i sin tid hos klubben hovedsageligt som rotationsspiller, frem til 2017 sæsonen, hvor han havde sit store gennembrud, da han scorede 18 sæsonmål i ligaen.

### Zenit Skt. Petersborg
Driussis imponerende 2017 sæson tiltrakte opmærksomhed fra mange klubber, og det endte med at være russiske Zenit Skt. Petersborg som sikrede en aftale. Driussi spillede mere end 100 kampe for klubben over 4 år, og var med til at vinde den russiske Premier League 3 gange. Han forlod klubben i juli 2021, da hans kontrakt blev opsagt.

### Austin FC
Efter kontraktopsigelsen med Zenit, skiftede Driussi til Austin FC.

## Landsholdskarriere
Driussi har repræsenteret Argentina på flere ungdomsniveauer.

## Titler
River Plate
- Argentina Primera Division: 1 (2014)
- Copa Argentina: 1 (2015–16)
- Copa Libertadores: 1 (2015)
- Copa Sudamericana: 1 (2014)
- Recopa Sudamericana: 1 (2016)
- Suruga Bank Championship: 1 (2015)

Zenit Skt. Petersborg
- Ruslands Premier League: 3 (2018–19, 2019–20, 2020–21)
- Russiske Cup: 1 (2019–20)
- Russiske Super Cup: 2 (2020, 2021)

Argentina U/20
- Sydamerikas U/20-mesterskab: 1 (2015)